# John I. Cox
John Isaac Cox (23 de novembro de 1855 — 4 de setembro de 1946) foi um político americano, o 29º Governador do Tennessee, com mandato de 1905 até 1907. Ele assumiu o cargo, quando o governador James B. Frazier renunciou, então como Presidente do Senado do Tennessee, ele era o primeiro na linha de sucessória. Ele não conseguiu obter a nomeação de seu partido para um segundo mandato então retornou para o Senado estadual, onde permaneceu até 1911. Cox também serviu como Juiz de Condado, advogado municipal, chefe de agência postal local e foi eleito duas vezes para a Câmara dos Representantes do Tennessee.
A bandeira do estado de Tennessee foi adotada durante o mandato de Cox como governador.

## Início de vida
Cox nasceu no Condado de Sullivan, Tennessee, filho de Henry e Martha (Smith) Cox. Seu pai foi soldado confederado durante a Guerra Civil e foi morto em combate em 1863. Para ajudar sua família John trabalhou durante vários anos como um trabalhador de fazenda, antes de tornar-se um carteiro rural aos 16 anos de idade. Dois anos mais tarde, foi nomeado Comissário de estrada no Condado de Sullivan. Ele foi juiz de paz no final da década de 1870.
Cox foi educado em escolas rurais localizadas no Condado de Sullivan e frequentou a Jefferson Academy em Blountville por um período. Ele começou estudar direito com o juiz William V. Deaderick (seu futuro sogro) em 1880 e foi admitido para advocacia pouco depois. Ele advogou em Blountville durante vários anos antes de ser eleito juiz do Condado de Sullivan em 1886.
Em 1889, Cox mudou-se para Bristol, onde atuou como um advogado-de-distrito. Ele foi eleito para a Câmara dos Representantes do Tennessee em 1892, mas exerceu apenas um mandato. Ele foi eleito para o Senado estadual em 1900.

## Governador do Tennessee
No início de 1905, após sua reeleição para um terceiro mandato no Senado do Estado, Cox foi escolhido presidente da casa, que, no Tennessee, é o sucessor designado do governador. Em 9 de março, o senador William B. Bate morreu durante seu mandato no Senado dos Estados Unidos, assim iniciou-se uma disputa para ocupar a vaga deixada. O ex-governador Robert Love Taylor tinha por anos tentado sem sucesso ser eleito para o Senado e considerava-se o primeiro em caso de escolha para a vaga. O governador James B. Frazier, no entanto, também queria o cargo e rapidamente convocou uma sessão especial da Assembleia Geral, manobrando para ter-se eleito antes de Taylor que estava fazendo palestras fora do estado.
No dia 21 de março, Frazier demitiu-se e dirigiu-se para Washington, D.C., para assumir seu cargo no Senado, e Cox, era o primeiro na linha de sucessão Constitucional, foi rapidamente empossado como governador. Taylor e os seus apoiadores estavam insatisfeitos com Frazier e as ações de Cox acusando-os e mais outro senador do estado, Edward W. Carmack, de conspirarem conjuntamente em favor de Frazier. Temendo uma cisão no partido, para apaziguar os partidários de Taylor, o partido permitiu que Taylor disputasse com Carmack em uma primária para o senado em 1906 (a primeira vez no estado, antes da 17ª emenda constitucional, que realizou-se uma primária para senador), na qual Taylor saiu vencedor. No entanto permaneceu o ressentimento e ceticismo contra Frazier e Cox.
Cox continuou as políticas de Frazier no governo e fez algumas mudanças administrativas. Ele implementou uma quarentena em um esforço para erradicar a febre amarela, que há tempos estava presente na pantanosa parte ocidental do Estado. Também chamou a guarda do estado para proteger os trabalhadores substitutos nas minas de carvão na cidade de Tracy durante a greve dos mineiros em 1905. Ele também deu especial atenção ao tumulto desenfreado, o crescente números de prisoneiros e o aumento das pensões para veteranos confederados e cônjuges. Em abril de 1905, poucas semanas depois de Cox tomar posse, a atual bandeira de Tennessee, projetada pelo coronel LeRoy Reeves da cidade de Johnson, foi adotada.
Na disputa para governador de 1906, Malcolm R. Patterson de Memphis concorreu com Cox para a nomeação do Partido Democrata. Ele rapidamente ganhou o apoio de vários líderes do partido, incluindo os ex-governadores Robert Love Taylor e Benton McMillin, que culparam Cox pela manobra eleitoral na assembleia de Frazier para o Senado. Na Convenção do partido no final de maio, Patterson e Cox envolveram-se em uma batalha acirrada para escolha dos delegados, então uma mudança de regra permitiu que Patterson escolhesse todos os delegados do Condado de Davidson, e foi declarado o candidato em 1 de junho. Cox se recusou a apoiar Patterson na eleição geral, e os dois permaneceram inimigos nos meses subsequentes.
Em 1908 o coronel Duncan Cooper, um conselheiro de Patterson, organizadou uma reunião entre Cox e Patterson que ajudou a reconciliar os laços entre ambos. O ex-senador Carmack, um adversário de Patterson, publicou um artigo de jornal em outubro de 1908 impiedosamente zombando de Cooper por organizar a reunião. Em 8 de novembro, Carmack foi baleado e morto pelo filho de Cooper, Robin, no centro de Nashville.

## Últimos anos e morte
Cox permaneceu no Senado estadual até 1911. Ele serviu mais um mandato na Câmara dos Representantes do estado de 1913 até 1915, também foi chefe do serviço postal de Bristol de 1914 a 1922. Ele mais tarde retirou-se para sua fazenda Holston Hills em Bristol, mas continuou articulando para os políticos do Partido Democrata. Na década de 1930, ele fez campanha para presidente Franklin D. Roosevelt e apoiou a criação da Tennessee Valley Authority, uma companhia de eletricidade e fomento.
Cox morreu em 4 de setembro de 1946 no hospital George Ben Johnston em Abingdon, Virgínia, após um longo período de doença renal. Faleceu com noventa anos e 9 meses de idade, o governador mais longevo na história do Tennessee (Tom Rye também viveu até os 90 anos e 6 meses, sendo superado por Cox).

## Família
Cox casou-se com Laura Deaderick, filha de seu professor de direito, William Deaderick, em 1882. Eles tiveram um filho, William, antes dela falecer em 1885. Em 1889, Cox casou-se com Lorena Butler. Eles tiveram dois filhos, Matthew e Mary. Lorena Butler era prima dos irmãos Taylor, Robert e Alfred, que também foram governadores.

## Fonte da tradução
- Este artigo foi inicialmente traduzido, total ou parcialmente, do artigo da Wikipédia em inglês cujo título é «John I. Cox».

| Cargos políticos               | Cargos políticos                  | Cargos políticos                  |
| ------------------------------ | --------------------------------- | --------------------------------- |
| Precedido por James B. Frazier | Governador do Tennessee 1905-1907 | Sucedido por Malcolm R. Patterson |